# 小坑村 (龍躍頭)

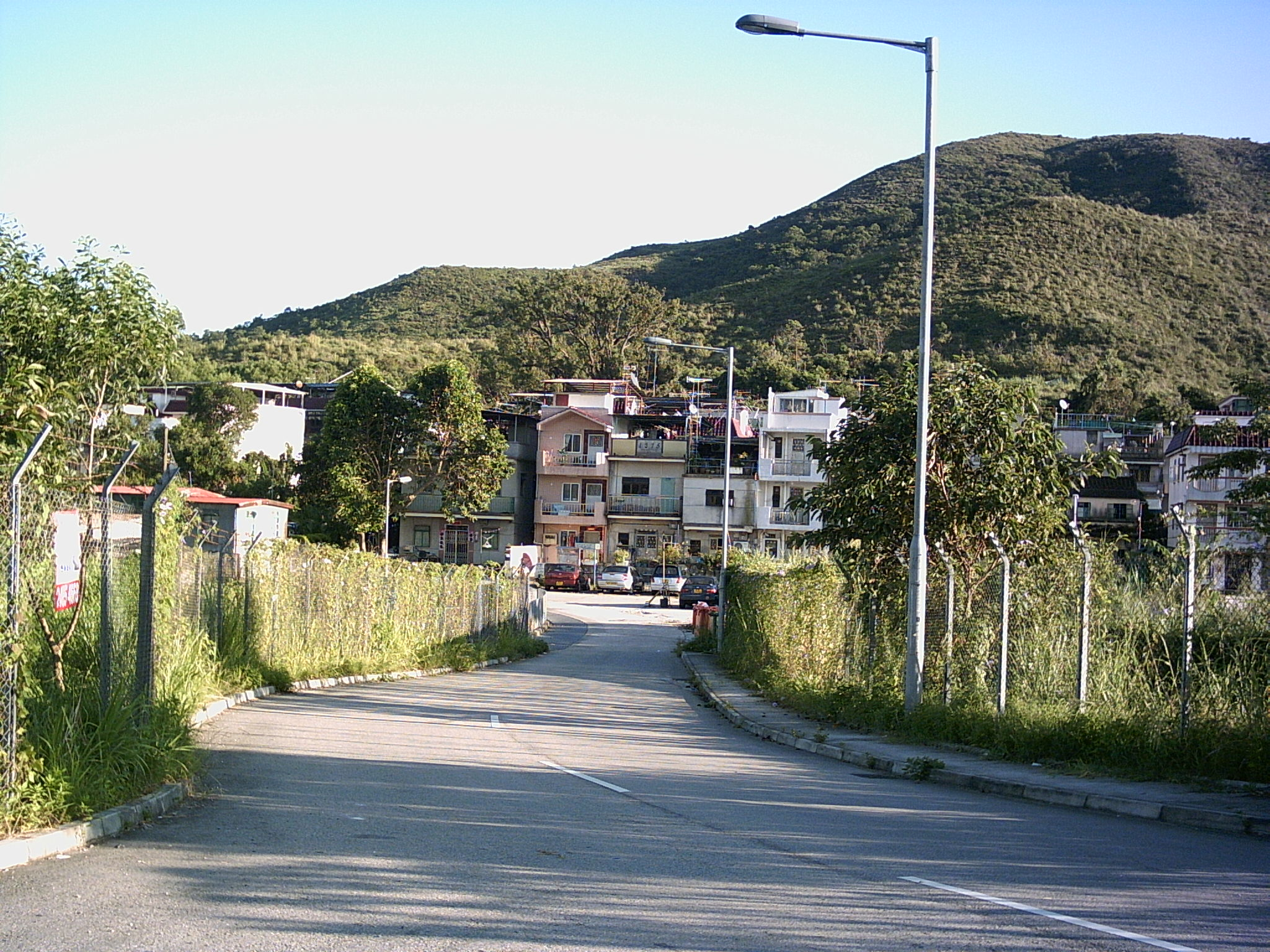
小坑村

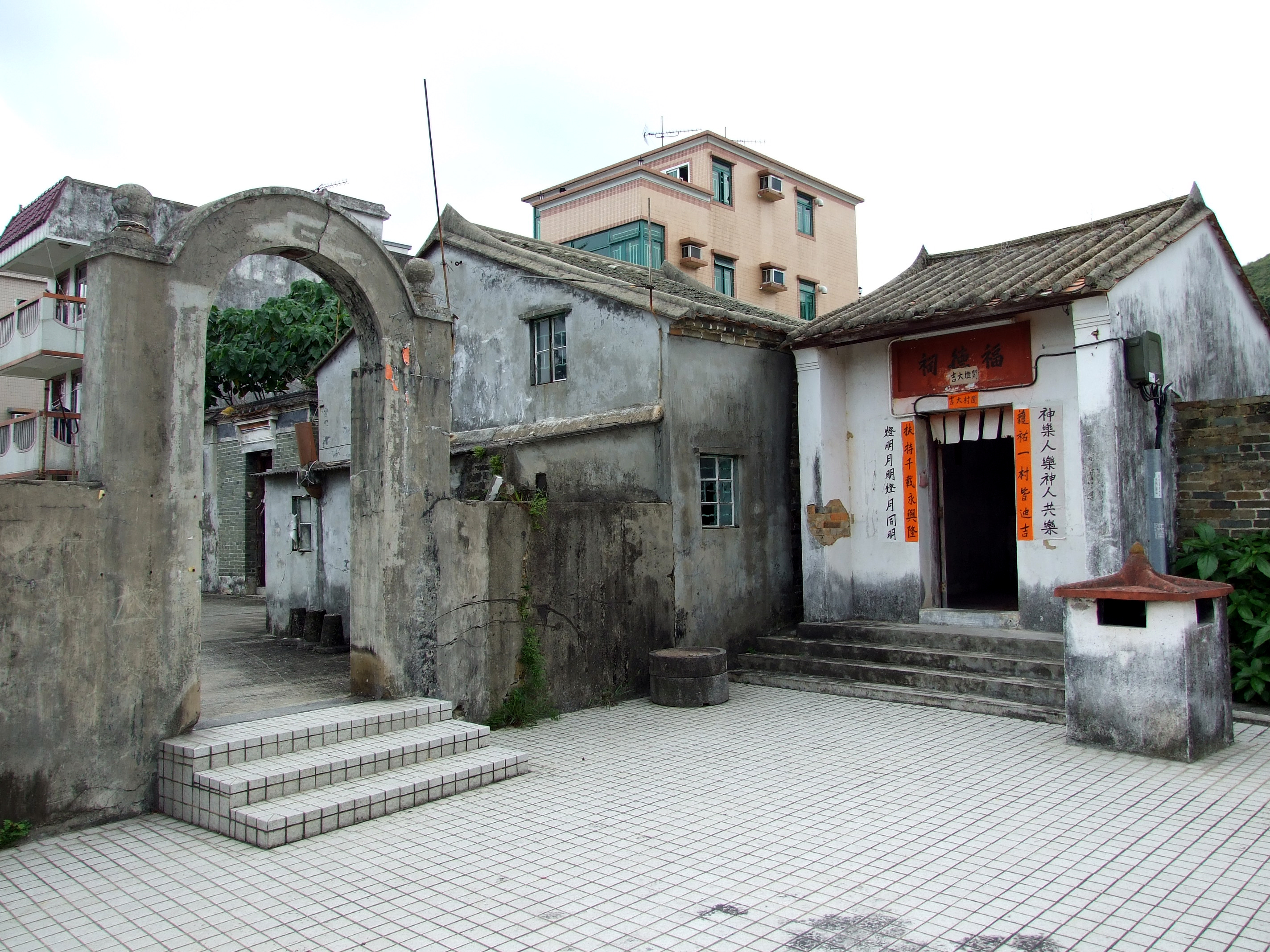
小坑村村口的拱門及福德祠

小坑村位於香港新界粉嶺龍躍頭新圍西北面，約於200年前建立，為龍躍頭「五圍六村」之一。

## 歷史
鄧氏先祖原本居住於老圍內，後因居住環境擠迫而遷往龍堂定居，據說在龍堂定居時只建有十間房屋。鄧氏族人約於龍堂居住了三代後，因經常受賊匪的滋擾，故遷回龍躍頭，並於現址建立小坑村。

## 結構
村前的磚牆和東面村口的拱門約於1960年因風水理由而興建，以增男丁。東面村口建有褔德祠，用以供奉土地。

## 交通
| 路線編號 | 往返地點            | 下車地點   |
| -------- | ------------------- | ---------- |
| 新界區   |                     |            |
| 小巴56C  | 粉嶺火車站 — 小坑村 | 小坑村總站 |

## 外部連結
- 古物古蹟辦事處：小坑村 （页面存档备份，存于）
- 小坑村和小坑新村劃作「鄉村式發展」地帶